# Nudo de cinta

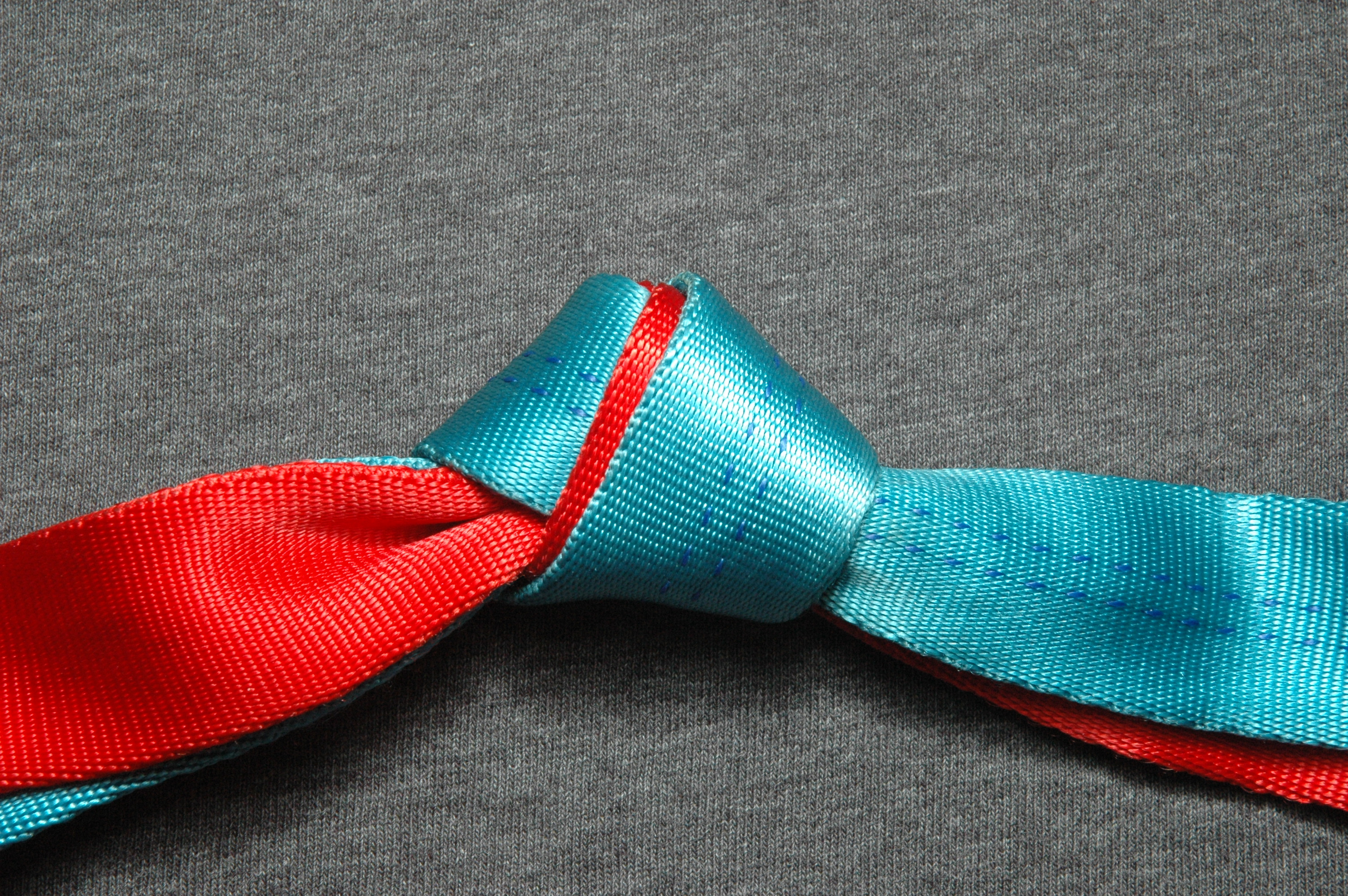
Nudo de cinta.

El nudo de cinta es un nudo utilizado a menudo en la escalada para empalmar dos trozos de entramado, por ejemplo al armar una eslinga.

## Atado del nudo de cinta

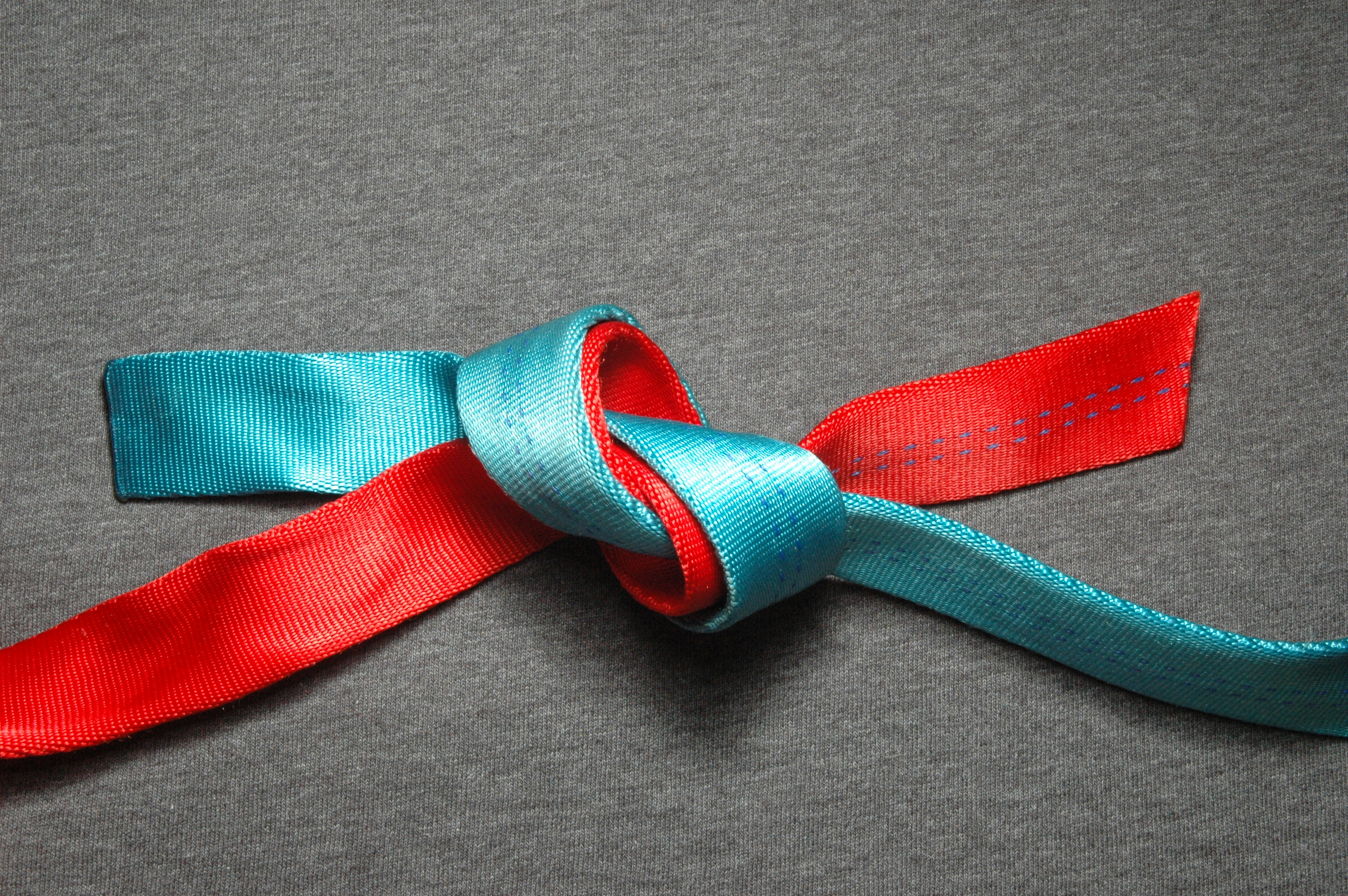
Nudo de cinta antes de apretarlo.

El nudo de cinta se ata armando un nudo simple en un extremo y luego continuándolo con el otro extremo, realizándolo en dirección contraria.
Las puntas se debe dejar sobresalgan por lo menos unos 10 cm y el nudo debe "afirmarse" apretándolo cargando con toda la fuerza del cuerpo. Los extremos pueden fijarse con una cinta adhesiva o coserlos superficialmente a los otros trozos para evitar que puedan deslizarse hacia el nudo.

## Seguridad
Ensayos llevados a cabo han permitido comprobar que el nudo de cinta apenas se desliza, pero en forma repetitiva, con cada ciclo de carga y descarga. In tests using 9/16 in (14.3 mm) tubular webbing, la carga y descarga repetida de 113 kg hicieron que uno de los extremos que media 76 mm se desplazó hacia adentro del nudo al cabo de poco más de 800 ciclos de carga. Cuando se cargó el nudo de cinta en forma estática con 90 kg no se produjo ningún deslizamiento. Estos resultados confirman la necesidad de dejar extremos largos e inspeccionar los nudos de cinta antes de cada uso.